# سی‌فو (بازی ویدئویی)
سی‌فو (به انگلیسی: Sifu) یک بازی ویدئویی به سبک اکشن-ماجراجویی و بیت ام آپ است که توسط استودیوی فرانسوی اسلوکلپ ساخته و منتشر شده‌است. سی‌فو در تاریخ ۸ فوریه ۲۰۲۲، برای پلتفرم‌های مایکروسافت ویندوز، پلی‌استیشن ۴ و پلی‌استیشن ۵ در دسترس قرار گرفت. همچنین نسخهٔ کنسول نینتندو سوئیچ در ۸ نوامبر ۲۰۲۲، و ایکس‌باکس وان و ایکس‌باکس سری اکس/اس نیز در ۲۸ مارس ۲۰۲۳، منتشر شدند. سی‌فو به محض انتشار با واکنش‌های مثبتی از سوی منتقدان همراه بود، که سیستم مبارزه، ساختار و محیط آن را مورد تحسین قرار دادند.

## داستان
یک شاگرد کونگ‌فو تصمیم می‌گیرد دست به یک انتقام مادام العمر بزند: پنج قاتلی که به طرز وحشیانه‌ای خانواده‌اش را قتل‌عام کردند را شکست داده و شکار کند. داستان بازی در یک شهر مدرن چینی روایت می‌شود و در اکثر مواقع واقعی به نظر می‌رسد، اگرچه جادو در جهان بازی وجود دارد و قهرمان داستان دارای یک طلسم جادویی است که از مرگش جلوگیری می‌کند و هربار پس از مرگ، او را به زندگی بازمی‌گرداند، اما نکته منفی این است که با هر بار رستاخیز، سن شخصیت اصلی افزایش پیدا خواهد کرد و در نهایت با اتمام جادوی طلسم می‌میرد.